# Haloragis aspera
Haloragis aspera là một loài thực vật có hoa trong họ Haloragaceae. Loài này được Lindl. miêu tả khoa học đầu tiên năm 1848.